# WrestleMania VII
WrestleMania VII — седьмая по счёту WrestleMania, PPV-шоу производства американского рестлинг-промоушна World Wrestling Federation (WWF, ныне WWE). Шоу прошло 24 марта 1991 года на «Мемориальной спортивной арене Лос-Анджелеса» в Лос-Анджелесе, Калифорния, США.
В главном событии Халк Хоган победил Сержанта Слотера в борьбе за титул чемпиона WWF в рамках сюжета, в котором Слотер изображал иракского сторонника во время участия США в войне в Персидском заливе. Значительным событием стал дебют Гробовщика на WrestleMania и начало его знаменитой победной серии, где он победил Джимми Снуку. Это также стал последний матч для оригинального Основания Хартов, так как Брет Харт начал свою сольную карьеру.

## Матчи
| №  | Матч | Тип матча                                                  | Время |
| -- | --- | ---------------------------------------------------------- | ----- |
| 1  | Коко Би. Вэйр победил Бруклинского Броулера                                                                                 | Одиночный матч                                             | -     |
| 2  | «Рокеры» (Шон Майклз и Марти Джаннетти) победили Варвара и Хаку (с Бобби Хинаном)                                           | Командный матч                                             | 10:41 |
| 3  | Техасское Торнадо победил Дино Браво (с Джимми Хартом)                                                                      | Одиночный матч                                             | 3:11  |
| 4  | Британский бульдог победил Варлорда (со Сликом)                                                                             | Одиночный матч                                             | 8:15  |
| 5  | «Мерзкие ребята» (Джерри Саггс и Брайан Нобс) (с Джимми Хартом) победили «Основание Хартов» (Брет Харт и Джим Нэйдхарт) (с) | Командный матч за титулы командных чемпионов WWF           | 12:10 |
| 6  | Джейк Робертс победил Рика Мартела                                                                                          | Одиночный матч                                             | 8:34  |
| 7  | Гробовщик (с Полом Берером) победил Джимми Снуку                                                                            | Одиночный матч                                             | 4:20  |
| 8  | Последний воин победил Рэнди Сэведжа (с Королевой Шерри)                                                                    | Одиночный матч с карьерой на кону                          | 20:48 |
| 9  | Гэнъитиро Тенрю и Кодзи Китао победили «Разрушение» (Краш и Смэш)                                                           | Командный матч                                             | 4:44  |
| 10 | Биг Босс Мен победил Мистера Совершенство (с) (с Бобби Хинаном) по дисквалификации                                          | Одиночный матч за титул интерконтинентального чемпиона WWF | 10:47 |
| 11 | Землетрясение победил Грега Валентайна                                                                                      | Одиночный матч                                             | 3:14  |
| 12 | «Легион судьбы» (Ястреб и Зверь) победили «Силу и славу» (Пол Рома и Геркулес) (со Сликом)                                  | Командный матч                                             | 0:59  |
| 13 | Вирджил (с Родди Пайпером) победил Теда Дибиаси по отсчёту                                                                  | Одиночный матч                                             | 7:41  |
| 14 | Монти (с Джимми Хартом) победил Тито Сантану                                                                                | Одиночный матч                                             | 1:21  |
| 15 | Халк Хоган победил Сержанта Слотера (с) (с Генералом Аднаном)                                                               | Одиночный матч за титул чемпиона WWF                       | 20:26 |